# Hàng không năm 1935

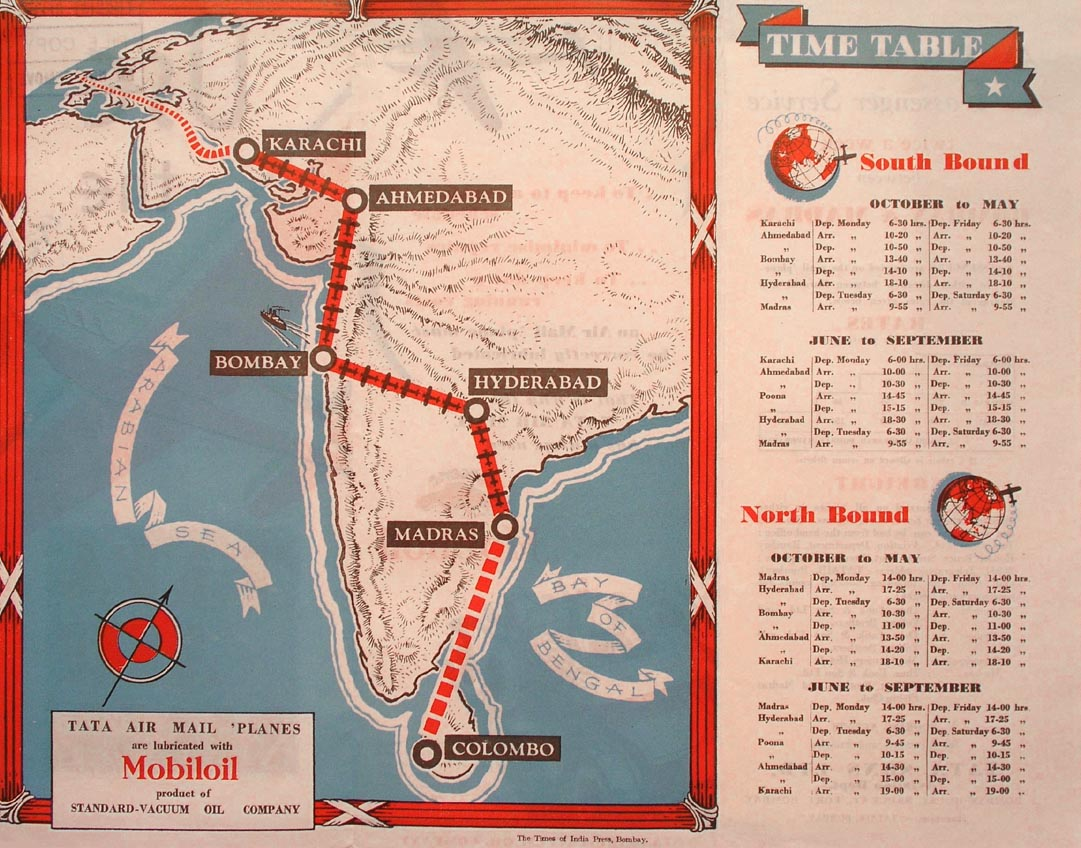
Hình ảnh lịch trình hàng không của Tata Sons, Mùa hè năm 1935

Đây là danh sách các sự kiện hàng không nổi bật xảy ra trong năm 1935:

## Các sự kiện

### Tháng 1
- 11 tháng 1-12 – Amelia Earhart thực hiện chuyến bay một mình xuyến Thái Bình Dương từ Honolulu, Hawaii đến Oakland, California.
- 15 tháng 1 - Thiếu tá James Doolittle thiết lập một kỷ lục về chuyến bay vận chuyển xuyên Mỹ, từ Los Angeles đến Newark, New Jersey trong 11 giờ 59 phút.

### Tháng 2
- 3 tháng 2 - Hugo Junkers chết.
- 12 tháng 2 - Khí cầu USS Macon bị đắm ở Point Sur, California.
- 22 tháng 2 - Leland Andrews thiếc lập một kỷ lục khi hoàn thành một chuyến bay vận chuyển xuyên lục địa trong 11 giờ 34 phút.

### Tháng 3
- 9 tháng 3 - Chính phủ Đức Quốc xã ở Đức công bố thành lập không quân Đức, một sự thách thức Hòa ước Versailles
- 28 tháng 3 - Robert Goddard đã thực hiện phóng thành công tên lửa nhiên liệu lỏng đầu tiên trên thế giới.

### Tháng 4
- 1 tháng 4 - Hãng Swissair bắt đầu phục vụ các chuyến bay giữa Zürich và London.
- 13 tháng 4 - Qantas và Imperial Airways cung cấp đều đặn các chuyến bay giữa Brisbane, Australia, và London.
- 16 tháng 4-17 - Một chiếc Sikorsky S-42 của hãng Pan Am trở thành chiếc máy bay hàng không đầu tiên bay từ đại lục Bắc Mỹ đến Hawaii.

### Tháng 5
- 18 tháng 5 - Chiếc Tupolev ANT-20 Maxim Gorky gặp tai nạn gần Tushino sau một va chạm trên không. 50 người đã chết, đây là sự cố hàng không tồi tệ nhất trong thời gian này.

### Tháng 6
- 24 tháng 6 - Một chiếc Ford Trimotor của hãng Servicio Aéreo Colombiano (SACO) đã đâm vào một chiếc Ford Trimotor khác của hãng Sociedad Colombo Alemana de Transporte Aéreo (SCADTA) ở Medellín, Colombia. 15 người đã chết bao gồm cả ca sĩ tango nổi tiếng thế giới Carlos Gardel.

### Tháng 7
- 1 tháng 7 - Những chìa khóa biết bay đã lập một kỷ lục về chuyến bay kéo dài trên một chiếc Curtiss Robin, khi bay liền không dừng trong 653 giờ, 34 phút

### Tháng 8
- 5 tháng 8 - Wiley Post, phi công đầu tiên bay một mình vòng quanh thế giới, anh ta và hành khách của mình là Will Rogers đã bị chết trong một vụ tai nạn ở Alaska.

### Tháng 10
- 1 tháng 10 - Công ty đầu tiên mang tên British Airways được thành lập, bởi sự liên kết của Hillman Airways, Spartan Air Lines và United Airways.

### Tháng 11
- 8 tháng 11 - Ngài Charles Kingsford Smith và phi công phụ Tommy Pethybridge trên chiếc Lady Southern Cross đã biến mất ở Biển Andaman, họ không bao giờ được tìm thấy.
- 11 tháng 11 - A. W. Stevens và O. A. Anderson lập một kỷ lục về khí cầu khi nó bay cao tới 72.395 ft (22.066 m).
- 11 tháng 11 - 13 - Jean Batten trở thành phụ nữ đầu tiên bay một mình ngang qua Đại Tây Dương, mất 2 ngày 13 giờ từ Senegal đến Brasil trên một chiếc Percivall Gull. Cô đã lập một kỷ lục về vận tốc về chuyến bay này, mất một ngày.
- 22 tháng 11 - Pan Am bắt đầu dịch vụ bưu phẩm qua Thái Bình Dương, trên một chiếc Martin M.130 từ San Francisco đến Manila, bay qua Honolulu, Midway Island, Đảo Wake, và Guam.

### Tháng 12
- 27 tháng 12 - USAAC dùng máy bay ném bom nhẹ để làm lệch hướng một dòng dung nham ở Mauna Loa, Hawaii khi nó đe dọa nhà máy nước Hilo.

## Chuyến bay đầu tiên
- Junkers Ju 87

Tháng 2
- F24 tháng 2 - Heinkel He 111

Tháng 3
- 24 tháng 3 - Avro Anson mẫu thử nghiệm quân sự K 4771

Tháng 4
- Douglas DB-1, mẫu thử nghiệm của B-18 Bolo
- 1 tháng 4 - NA-16 mẫu thử nghiệm của T-6 Texan/Harvard
- 12 tháng 4 - Bristol Britain First, mẫu thử nghiệm của Bristol Blenheim

Tháng 5
- 8 tháng 5 - Handley Page Harrow
- 19 tháng 5 - Consolidated XPBY-1 sau này có tên gọi là Catalina
- 28 tháng 5 - Messerschmitt Bf 109
- 31 tháng 5 - Fairchild Model 45

Tháng 6
- 19 tháng 6 - Vickers Wellesley
- 23 tháng 6 - Bristol Bombay

Tháng 7
- 11 tháng 7 - Yakovlev AIR-19, mẫu thử nghiệm của Yakovlev UT-2
- 17 tháng 7 - Boeing model 299, mẫu thử nghiệm của B-17 Flying Fortress
- 27 tháng 7 - Miles Falcon Six

Tháng 8
- 8 tháng 8 - Morane-Saulnier MS.405
- 12 tháng 8 - De Havilland Dragonfly

Tháng 11
- 6 tháng 11 - Hawker Hurricane K5083

Tháng 12
- 17 tháng 12 - Douglas DST, mẫu thử nghiệm của Douglas DC-3
- 18 tháng 12 - Miles Nighthawk

## Bắt đầu phục vụ
Tháng 11
- Hawker Hind